# Jerry Jones
Jerral Wayne "Jerry" Jones (nascido em 13 de outubro de 1942) é um bilionário empresário estadunidense e tem sido o proprietário, presidente e general manager do Dallas Cowboys, franquia pertencente a National Football League (NFL) desde 1989. Além disso, foi selecionado membro do Pro Football Hall of Fame em 2017. 

## Vida Pessoal
Jones nasceu em Los Angeles, Califórnia. Todavia, sua família retornou a North Little Rock, Arkansas em 1945. O pai de Jones, J.W. "Pat" Jones (1920–1997) e sua mãe Arminta Pearl Clark Jones (1922–2012) casaram-se em 1941. Eles possuíram duas filiais do Pat's Super Market no bairro de Rose City, em North Little Rock. Jones era um running back na North Little Rock High School, graduando-se em 1960.
Após sua formatura, seus pais se mudaram para Springfield, Missouri, onde Pat foi CEO e presidente da Modern Security Life Insurance Co. A empresa, que publicou um anúncio como "uma em um milhão", viu seus ativos aumentarem de US$440.299,76 em seu primeiro extrato em 1961 para US$ 6.230.607 em 1965. Após de se formar na Universidade de Arkansas, Jerral W. Jones foi listado como vice-presidente executivo. Com o sucesso da empresa, os Jones montaram o Rancho Buena Vista de 5.500 hectares a leste de Springfield em Rogersville, Missouri, nas montanhas Ozark. Em 1971, após a venda da seguradora, o casal abriu 400 hectares de sua fazenda para iniciar o Buena Vista Animal Paradise, onde os turistas podiam visitar animais exóticos (agora Wild Animal Safari em Strafford, Missouri, ao sul da Interestadual 44).

### Futebol Americano Universitário
Jones frequentou a Universidade de Arkansas, tendo sido membro da fraternidade Kappa Sigma. Ele foi co-capitão do time de futebol americano no ano do título do campeonato nacional de 1964 de Arkansas. Além de ter sido jogador de linha ofensiva da Conferência Sudoeste e membro do College Football Hall of Fame. Durante sua formação, foi companheiro de time do futebol universitário e técnico da NFL Jimmy Johnson, a quem Jones contratou como seu primeiro treinador principal após comprar o Cowboys. Jones faz parte de um número muito pequeno de proprietários da NFL que tiveram um nível significativo de sucesso como jogador de futebol americano.

## Dallas Cowboys
Em 25 de fevereiro de 1989, Jones comprou os Cowboys de H.R. "Bum" Bright por US$ 140 milhões (equivalente a US$ 292,5 milhões em 2020). Logo após a compra, demitiu o técnico de longa data, Tom Landry, até então o único técnico na história do time, em favor de seu antigo companheiro de equipe no Arkansas, Jimmy Johnson. Poucos meses depois, também demitiu o general manager Tex Schramm e assumiu o controle total sobre os assuntos do futebol americano.
Após um início lento sob comando tanto de Jones quanto Johnson (tendo um aproveitamento de 1-15 no primeiro ano de ambos no controle da equipe, segunda pior da franquia). rapidamente ele construiu um time frequentemente considerado a melhor franquia da NFL nos anos 1990. Os Cowboys venceram o Super Bowl XXVII na temporada de 1992, assim como o Super Bowl XXVIII no ano seguinte em 1993. Johnson então foi demitido, sendosubstituído por Barry Switzer, que venceu o Super Bowl XXX na temporada de 1995.
No momento da venda, Bright, com problemas financeiros, afirmou estar perdendo US$ 1 milhão por mês com a franquia. Durante o mandato de Jones, os Cowboys valorizaram-se em cerca de US$ 4,2 bilhões, transformando seu dono em um bilionário no processo. Muito do sucesso financeiro da liga desde 1989 foi creditado ao próprio Jones. Em particular, ele foi decisivo para garantir a Fox como a principal emissora da NFC em um momento em que as tradicionais "três grandes" redes estavam tentando convencer a liga a aceitar uma redução nas taxas de direitos de televisão.

## Prêmios e Honrarias
NFL
- Três vezes campeão do Super Bowl - XXVII, XXVIII, XXX (como proprietário/presidente/GM do Dallas Cowboys)
- Executivo do ano da NFL de 2014 NFL.[22]
- Pro Football Hall of Fame (classe de 2017).[23]

NCAA
- Campeão de 1964 do FWAA College Football National Championship (como jogador do Arkansas Razorbacks).
- Prêmio de NFF Gridiron Club of Dallas Distinguished Texan de 2010.[24]

Mídia
- Prêmio de Outstanding Team ESPY de 1993 (como proprietário/presidente/GM do Dallas Cowboys).

Outros
- Prêmio Golden Plate de American Academy of Achievement de 1993.[25]
- Prêmio Horatio Alger de 2013. [26]